# Durdat-Larequille
Durdat-Larequille è un comune francese di 1 375 abitanti situato nel dipartimento dell'Allier della regione dell'Alvernia-Rodano-Alpi.

## Società

### Evoluzione demografica
Abitanti censiti